# 纳道什·本采
纳道什·本采（匈牙利語：Nádas Bence，1996年4月17日—），匈牙利男子皮划艇运动员，2023年世界皮划艇竞速锦标赛男子双人皮艇500米和男子四人皮艇500米银牌得主、2024年夏季奥林匹克运动会男子双人皮艇500米银牌得主。